# Tunnel de Deliktaş
Le tunnel de Deliktaş (en turc : Deliktaş Tüneli), également appelé tunnel de Kangal-Deliktaş, est un tunnel ferroviaire situé près du village turc de Deliktaş, qui se trouve entre les villes d'Ulaş et de Kangal, dans la province de Sivas, en région de l'Anatolie centrale. Il a été construit dans le but de raccourcir et de faciliter la pente présente sur la ligne allant de Sivas à Malatya et Erzincan.

## Historique
La construction du tunnel de Deliktaş débute le 15 novembre 1973. La progression des travaux est lente jusqu'en 2003, date à laquelle la Türkiye Cumhuriyeti Devlet Demiryolları (TCDD), l'entreprise ferroviaire de l'État turc, prend en charge la direction du projet. Bien que la construction du tunnel s'achève en 2006, l'édification des infrastructures le long de la ligne ne commencent qu'en 2009. À la fin de l'année 2011, tous les travaux de construction sont terminés,,. Après l'installation des panneaux et de la signalisation, puis après les voyages d'essai avec des trains de fret, le tunnel est mis en service à la fin de l'année 2012,.
Le tunnel est creusé grâce à la nouvelle méthode autrichienne. D'une longueur de 5,473 mètres, c'est le plus long tunnel ferroviaire à voie unique de Turquie,,,. Il mesure 5 m de large et a une hauteur de 6,5 m,. C'est également le seul tunnel du pays à disposer d'un éclairage, d'un système de ventilation et d'installations anti-incendie. Les lumières, installées tous les 20 mètres, sont contrôlées par un système automatique grâce à des capteurs de mouvement.
Selon des rapports officiels, 5 330 personnes ont travaillé à l'édification du tunnel qui a duré 39 ans, et huit personnes sont mortes dans des accidents sur le chantier,,.
Le tunnel de Deliktaş sert également au transport de minerai de fer depuis la mine de Divriği (en) jusqu'à des usines de sidérurgie de manière plus économique. Le tunnel a permis de réduire la durée de trajet entre Sivas et Divriği de 2 heures et 44 minutes, la faisant passer de 5 heures à 2 heures et 16 minutes.